# Jorhat
Jorhat (en assamais : যোৰহাট) est une ville de l’État d’Assam en Inde. Centre administratif du district de Jorhat, la ville était capitale à la fin du XVIIIe siècle après la décomposition du royaume Âhom. Jorhat aujourd’hui est devenue une ville cosmopolite, prospère avec un fort sentiment d'identité propre. Au recensement de 2001, la ville comptait 66 450 habitants.

## Géographie
Située plutôt sur la rive gauche de la Bhogdoi, la ville est à 5 kilomètres au sud du Brahmapoutre dans laquelle le Bhogdoi se jette, elle se trouve donc au nord du district. La ville est traversée d’est en ouest par l’autoroute NH-37.

## Histoire
Jorhat était également connue sous le nom de Jorehaut. La ville disposait au XVIIIe siècle de deux quartiers de part et d’autre du Bhogdoi, Macharhat et Chowkihat. Au cours de l’année 1794, le roi Âhom Gaurinath déplace sa capitale de Sivasagar à Jorhat. Cette ville connut une belle expansion commerciale, mais fut complètement détruite après une série d’invasions birmanes à partir de 1817 et jusqu'à l’arrivée du vaisseau de la Compagnie anglaise des Indes orientales David Scott et de son capitaine Richard, en 1824.
La domination britannique, qui n’a pas été exempte de révoltes et de révolutions, a contribué à la réapparition de cette ville historique. Dès la première décennie de présence britannique, des révolutionnaires y ont fait leur apparition Gomdhar Konwar, Jeuram, et Piyali. Le système administratif britannique est mis en place en 1839 avec la création d’une force de police à Thana. Au cours de la révolte des Cipayes et celle de Piyali Barua, des sabotages se sont produits et ces dirigeants y ont été pendus en 1858.
En 1885, une ligne de chemin de fer passant par la ville est construite; permettant à l’industrie du thé de se développer rapidement.
La cité était alors le centre administratif d’un district comprenant les actuels districts de Sivasagar, Jorhat, Golaghat et une partie de celui de Karbi Anglong.

## Culture

### Religion
C’est la ville la plus proche de Majuli, une île formé par le Brahmapoutre où les adeptes de la religion vishnouïte Ekasarana Dharma se rendent en pèlerinage depuis la période Âhom au moins.

### Presse
C’est également le siège de plusieurs journaux importants comme The Saptahik Janambhumi, The Dainik Janambhumi, The Eastern Clarion, The North East Times qui publie en anglais, l’Amar Asom qui publie en assamais et The Purbanchal Prohori qui publie en hindî.

## Éducation et recherche
Jorhat est la ville d’idéologues et de formateurs de réputation internationale comme Krishna Kanta Handique, vice-chancelier fondateur de l’Université de Gauhati.

### Universités
Contrôlée par le gouvernement de l'Assam
- Université d'agriculture de l'Assam,
- Université des femmes de l'Assam (en),

Privées
- Université de Kaziranga[2],

### Instituts de recherche
- Central Eri & Muga Research Training Institute, Ladoigarh[3]
- Central Silk Technological Research Institute, Tinali, Jorhat-785008

- Indian Grain Storage Management and Research Institute, Jorhat[4]
- Indian Institute of Plantation Management (IIPM), Jorhat Centre, Under Min. of Commerce & Industry, Govt. of India
- Institute of Biotechnology & Geotectonics Studies (INBIGS)[5], ONGC[6] Complex, Cinnamara, Jorhat - 785008
- National Bureau of Soil Survey & Land Use Planning (NBSSLUP), Regional Centre, Jamuguri Road, Jorhat-785004
- North East Institute of Science and Technology, Jorhat (NEIST)[7] under CSIR, Deptt. of Science & technology, Govt. of India
- Rain Forest Research Institute (RFRI), Jorhat under ICFE, Min. of Environment & Forests, Govt.of India
- Regional Sericultural Research Stations (under Central Silk Board), Club Road Tinali, Bongal Pukhuri, Jorhat-785001
- Tocklai Tea Research Institute, Tea Research Association (TRA) Tocklai[8] under Tea Research Association, Ministry of Commerce, Govt. of India

## Personnalités liées
- Temsüla Ao (1945-2022), poétesse, nouvelliste et ethnographe indienne.
- Tim Severin (1940-2020), explorateur, historien et écrivain britannique.